# ماساهیرو ایکدا
ماساهیرو ایکدا (انگلیسی: Masahiro Ikeda؛ زادهٔ ۹ اکتبر ۱۹۸۱) بازیکن فوتبال اهل ژاپن است.